# Baanwielrennen op de Paralympische Zomerspelen 2020 - Achtervolging mannen C1
Het onderdeel Achtervolging mannen C1 bij het baanwielrennen tijdens de Paralympische Zomerspelen 2020 vond plaats in de Velodroom van Izu, Japan. Deze klasse is voor de renners die beperkingen hebben aan de benen, armen en/of romp, maar wel in staat zijn een standaardracefiets te gebruiken.

## Opzet competitie
De competitie begint met een kwalificatieronde waarin het een onderlinge race tussen de 10 renners omvat; alle 10 renners worden verdeeld in 5 heats (dus 1 heat bestaat uit 2 renners). De twee snelste renners in de kwalificatie kwalificeren zich voor de gouden finale, terwijl de derde en vierde snelste zich kwalificeren voor de de bronzen finale, waar ze tegen elkaar zullen racen. De afstand van dit evenement bedraagt 3 km. Zowel de finales als de kwalificatieronde worden op één dag verreden.

## Uitslag

### Kwalificatie
| #  | Heat | Renner | Renner                           | tijd     | tijd   |
| -- | ---- | ------ | -------------------------------- | -------- | ------ |
| 1  | 1    | RPC    | Michail Astasjov                 | 3:35.954 | GF, WR |
| 2  | 4    | CAN    | Tristen Chernove                 | 3:40.591 | GF     |
| 3  | 5    | CHN    | Li Zhangyu                       | 3:41.164 | BF     |
| 4  | 5    | ESP    | Ricardo Ten Argilés              | 3:42.795 | BF     |
| 5  | 4    | USA    | Aaron Keith                      | 3:45.354 |        |
| 6  | 3    | GER    | Pierre Senska                    | 3:50.016 |        |
| 7  | 3    | MAS    | Mohamad Yusof Hafizi Shaharuddin | 3:58.413 |        |
| 8  | 2    | GER    | Michael Teuber                   | 3:59.521 |        |
| 9  | 2    | ARG    | Rodrigo Fernando López           | 4:17.864 |        |
| 10 | 1    | BRA    | Carlos Alberto Gomes Soares      | 4:26.763 |        |

### Gouden finale
| #      | Renner | Renner           | tijd |
| ------ | ------ | ---------------- | ---- |
| Goud   | RPC    | Michail Astasjov |      |
| Zilver | CAN    | Tristen Chernove | OVL  |

### Bronzen finale
| #     | Renner | Renner              | tijd     |
| ----- | ------ | ------------------- | -------- |
| Brons | CHN    | Li Zhangyu          | 3:39.273 |
| 4     | ESP    | Ricardo Ten Argilés | 3:43.351 |